# رابرت اف. شیلینگ
رابرت فردریک شیلینگ (انگلیسی: Robert F. Schilling) پزشکی بود که با تحقیق خود در زمینه ویتامین B 12 شناخته می شود .  شیلینگ استاد  دانشگاه ویسکانسین بود .  تست شیلینگ را به نام او نام گذاری کرده‌اند . 